# Palazzo Bernardo e Giuseppe De Franchi
Il palazzo Bernardo e Giuseppe De Franchi Toso è un edificio storico italiano, collocato in piazza della Posta Vecchia 2, nel centro storico di Genova. È uno dei Palazzi dei Rolli designati, al tempo della Repubblica di Genova, a ospitare gli ospiti di alto rango per conto del governo, durante le visite di stato.
Dal 1952 al 2003 è stato una delle principali sedi del Partito Socialista Italiano.

## Storia e descrizione
Il palazzo sorge su parte di isolato già degli Spinola e dei Grimaldi poi ricostruito per dimora dei De Franchi Toso. Le diverse proprietà dell'area furono acquistate da Bernardo e Giuseppe De Franchi Toso che nel 1563 ordinarono i lavori di costruzione del palazzo che ospiterà Gerolamo De Franchi Toso - quest'ultimo doge della Repubblica di Genova nel biennio 1581-1583 - e apparterrà alla famiglia fino al 1818. I De Franchi mantennero parzialmente le murature perimetrali preesistenti, in particolare sul vicolo Spinola dove vi sono ancora blocchi di pietra squadrata del portico tardomedievale tamponato nel XVI secolo.
L'edificio, con sopraelevazioni del XIX secolo, ha un portale in stile dorico che, attraverso l'atrio tramezzato da una bottega, introduce su un ampio cortile loggiato.
Con i bombardamenti della seconda guerra mondiale, il palazzo ebbe seri danni alle decorazioni interne. Oggi è possibile ammirare due saloni monumentali con gli affreschi di Bernardo Castello, Scene della Gerusalemme liberata, e di Domenico Fiasella, Sansone che stermina i Filistei. Gli affreschi del Castello furono eseguiti nel primo decennio del Seicento, dopo che il pittore, che aveva lo studio nella stessa piazza della Posta, aveva illustrato l'edizione genovese della Gerusalemme Liberata del 1590, essendo stato poco tempo prima a Ferrara per conoscere personalmente il Tasso. Nel salone è raffigurato, al centro, l'assedio di Gerusalemme con l'aiuto della torre d'assedio, e nei sei riquadri circostanti le storie di Goffredo di Buglione. Sul soffitto dell'altro salone, invece, il Fiasella rappresenta il celebre episodio biblico di Sansone che sconfigge i Filistei armato solo di una mascella d'asino.
In seguito a un periodo in cui la proprietà del palazzo fu del conte Amedeo Umberto Alberti, i due piani nobili dello stesso divennero successivamente sede provinciale del Partito Socialista Italiano dal 1952 al 2003, anno in cui la proprietà dei piani è stata ceduta per poco meno di 1 miliardo di lire a privati.

### Interni

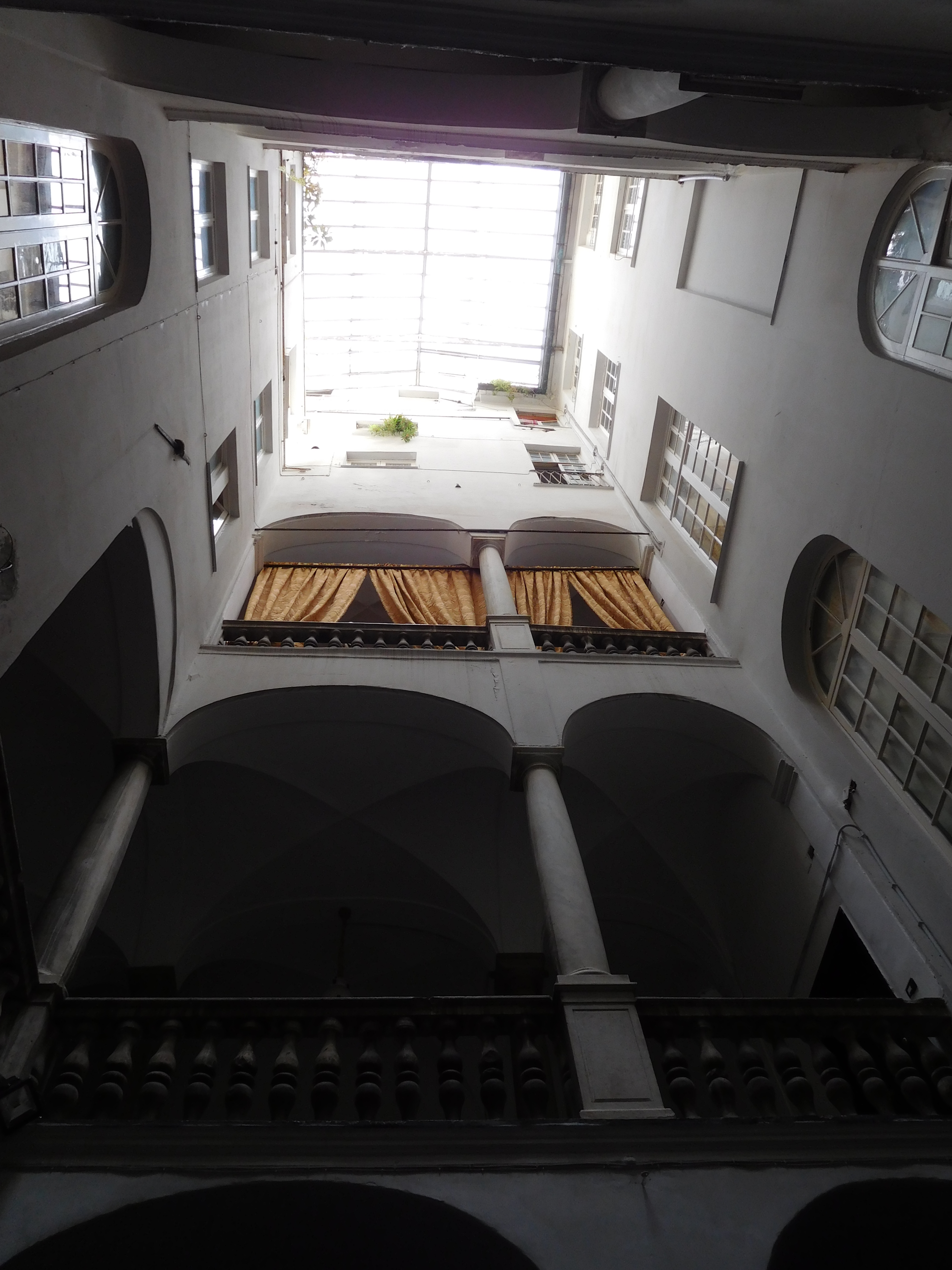
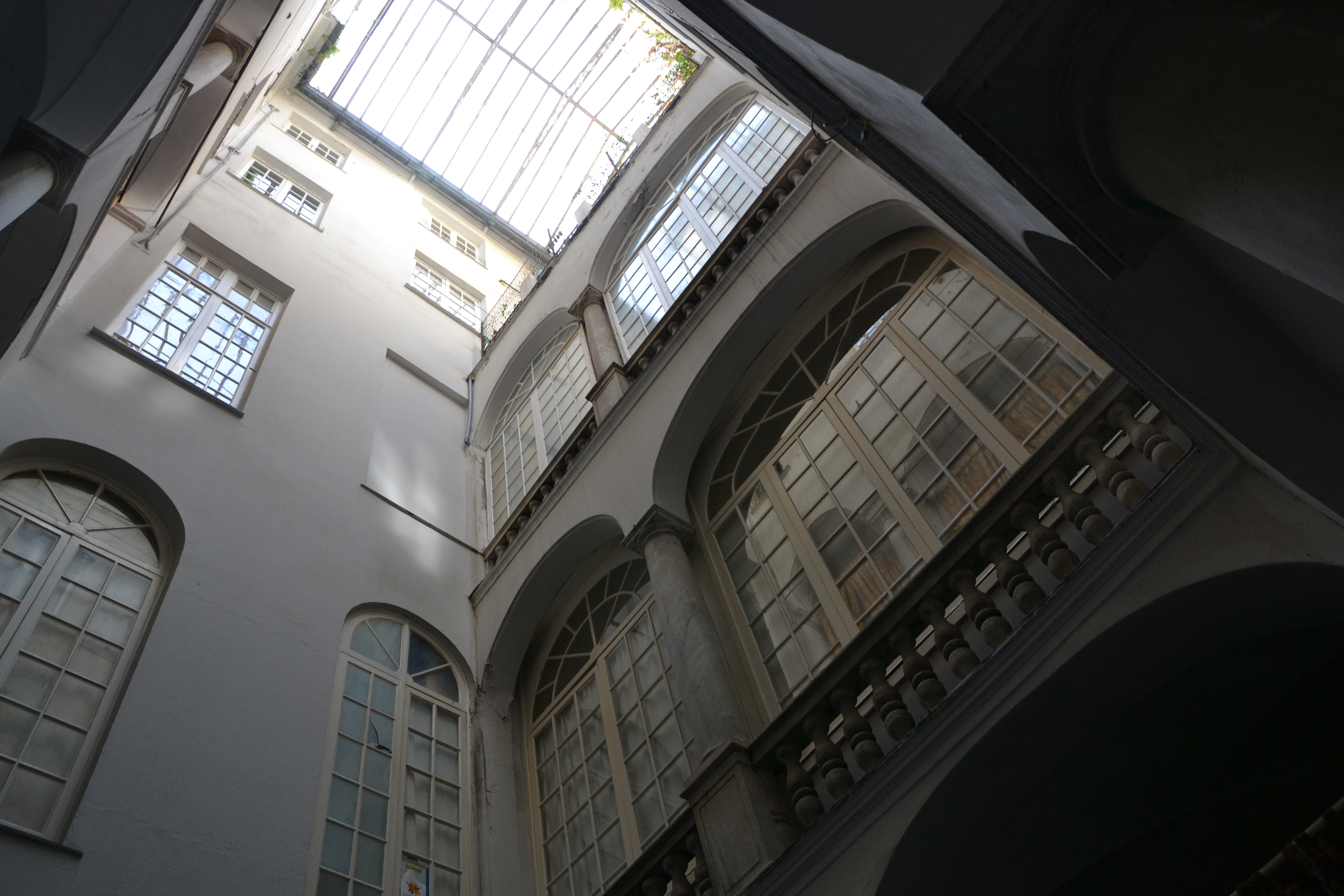
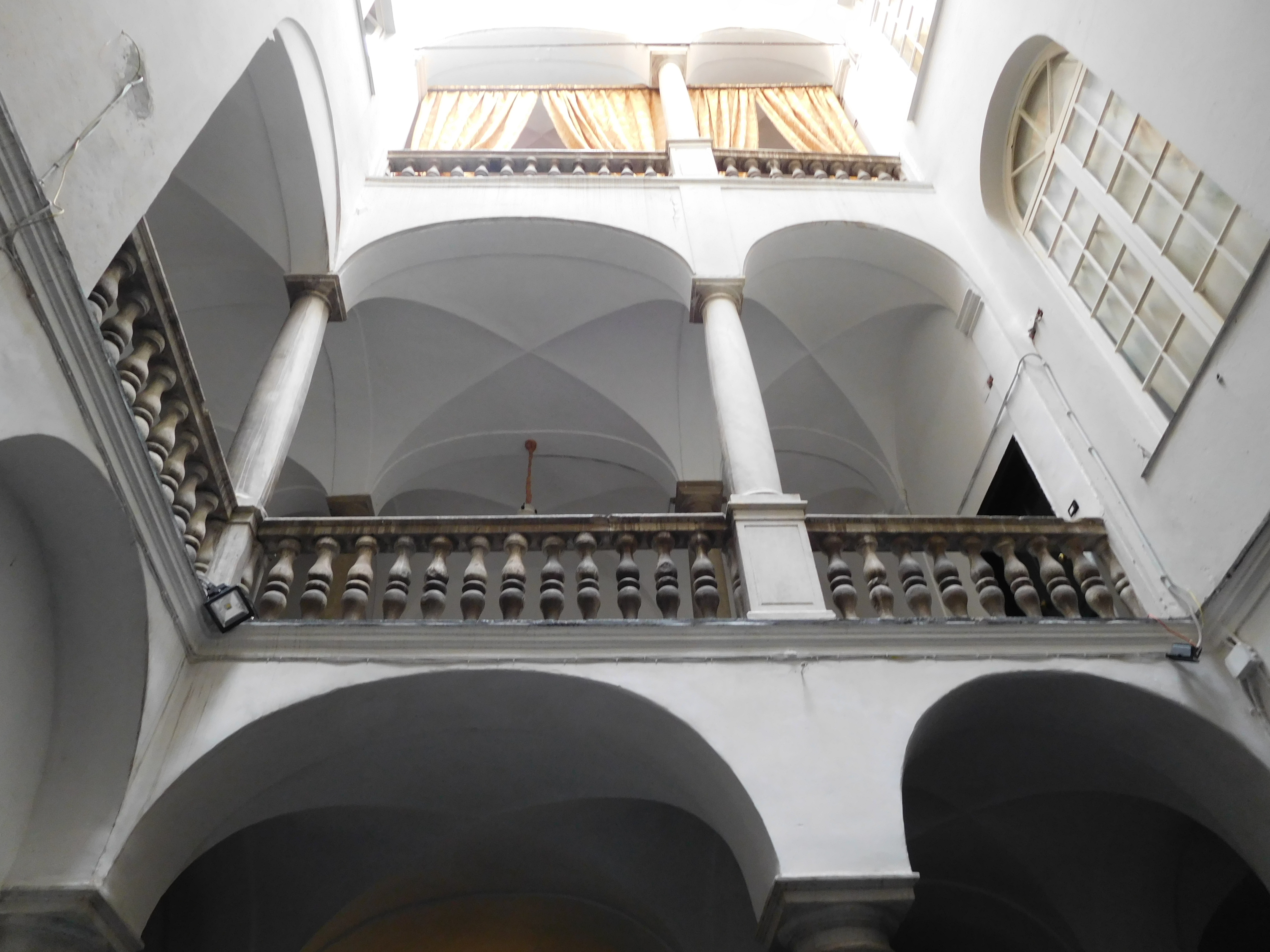
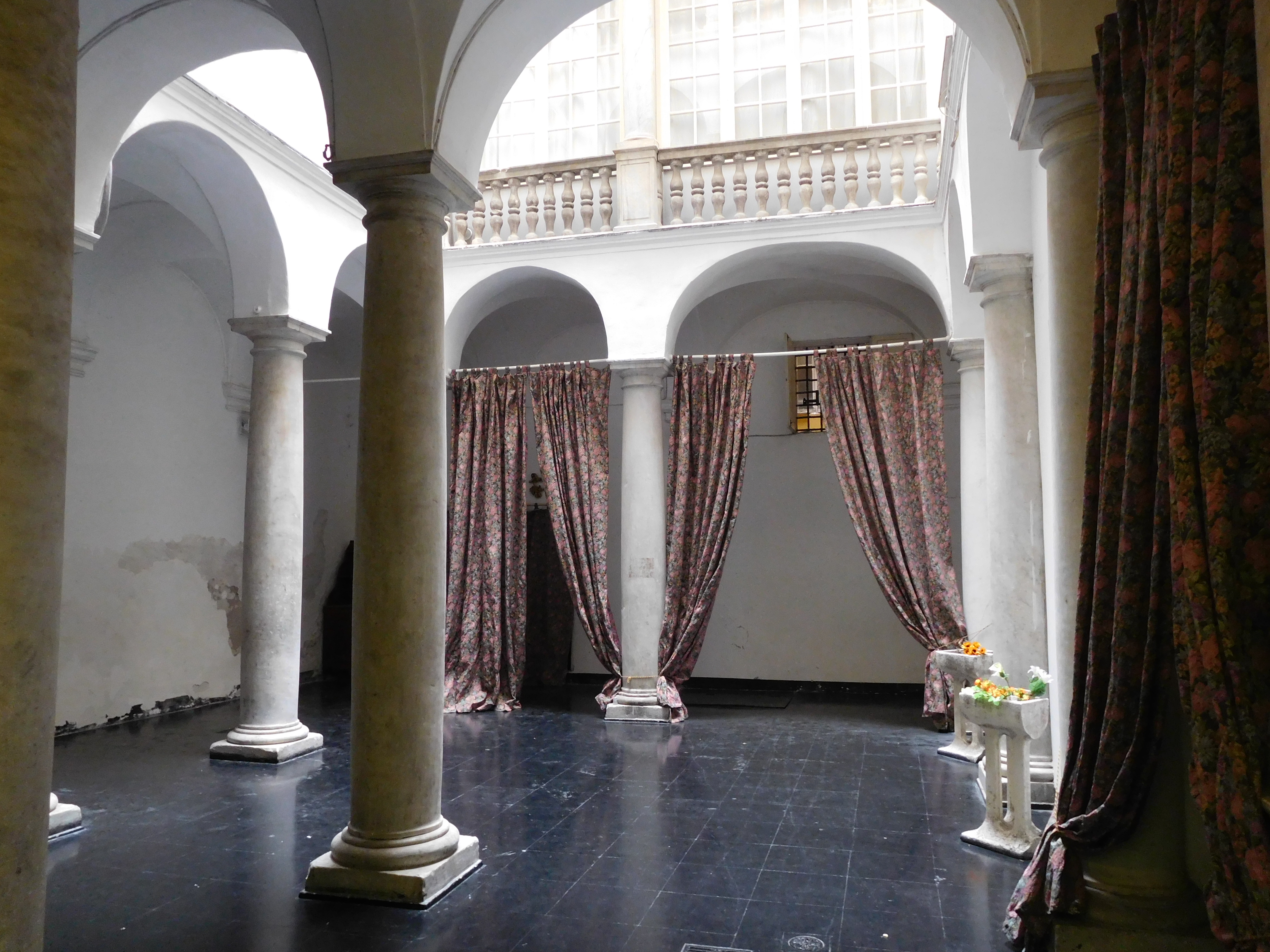
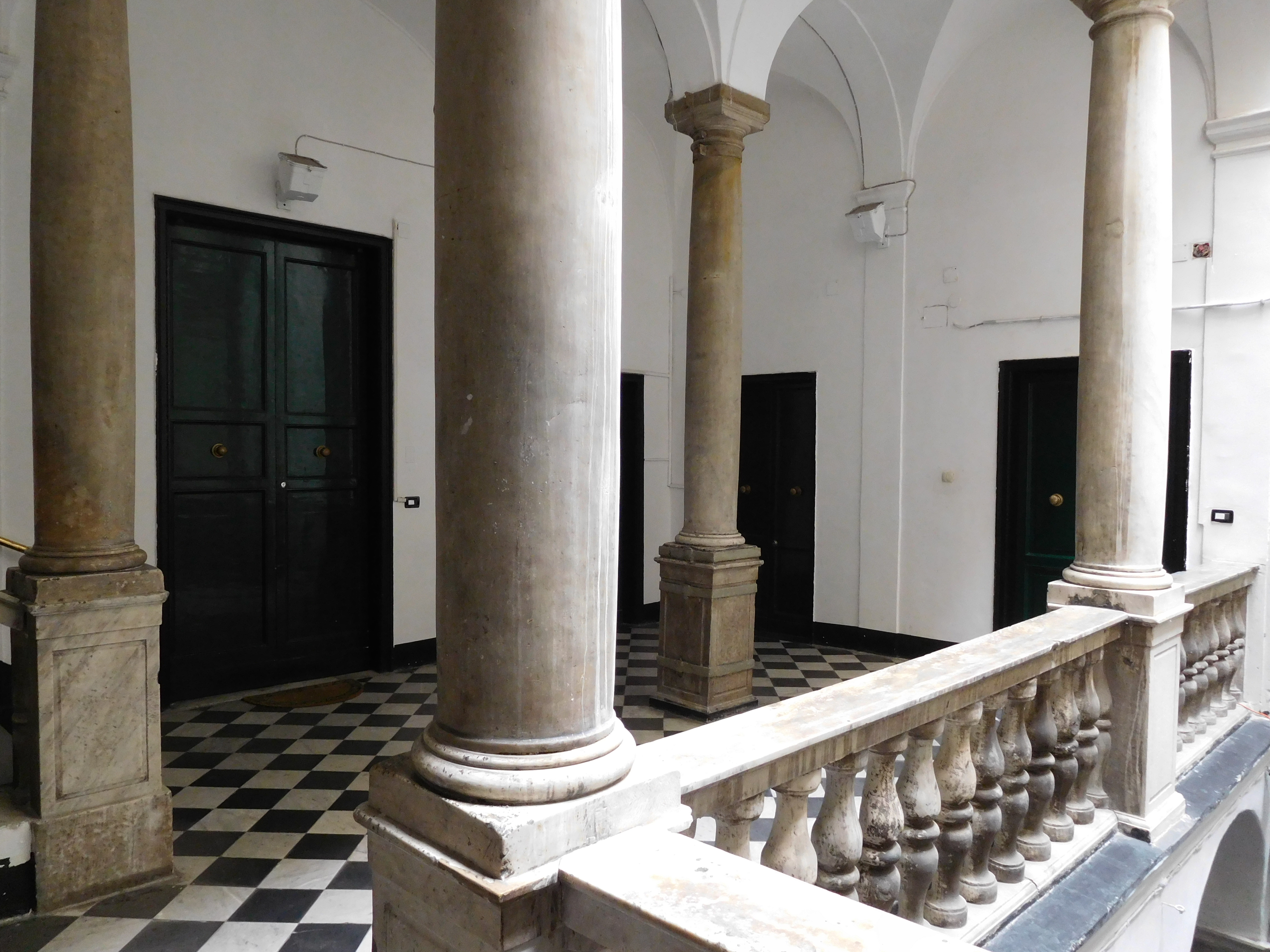
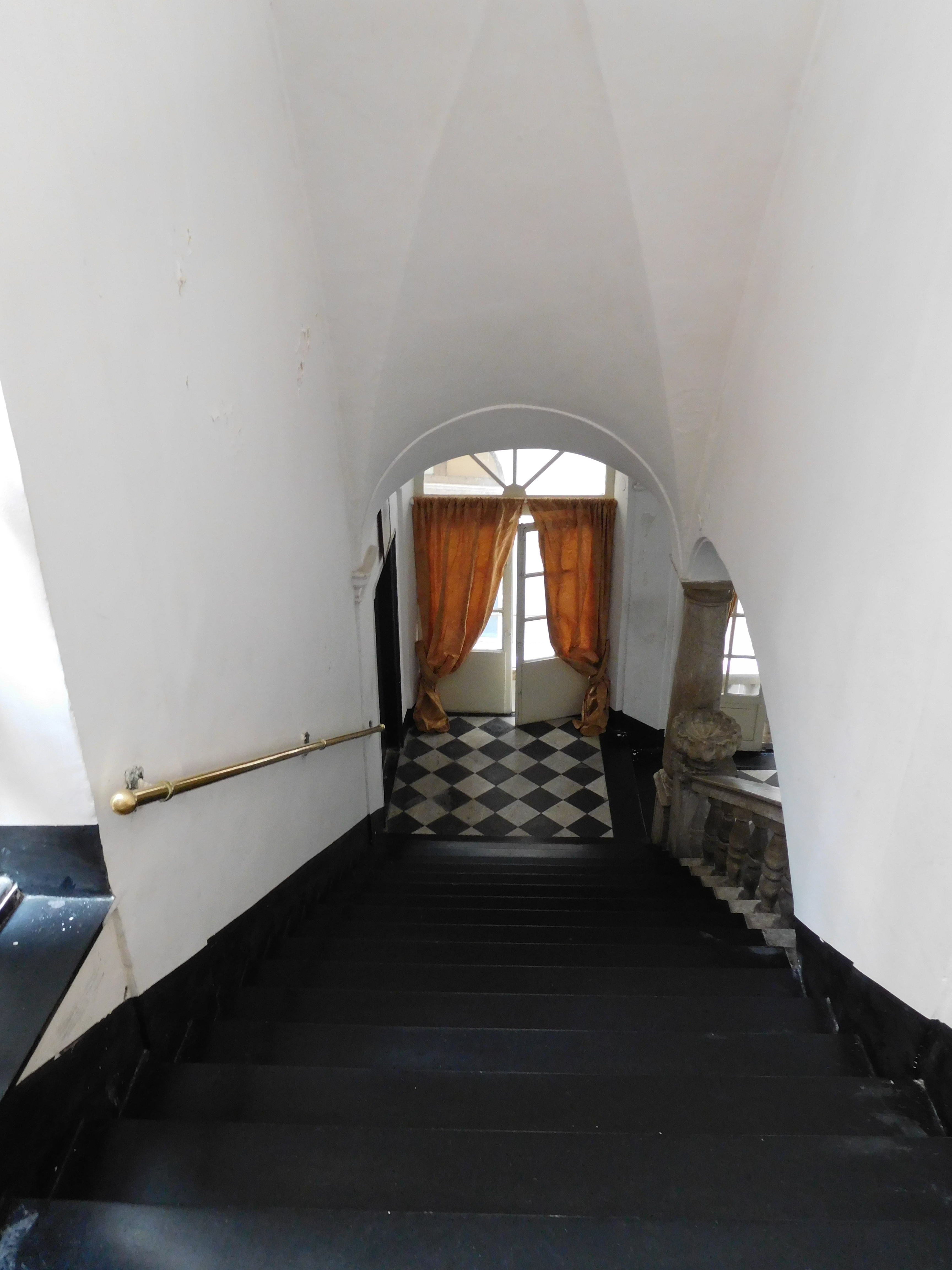
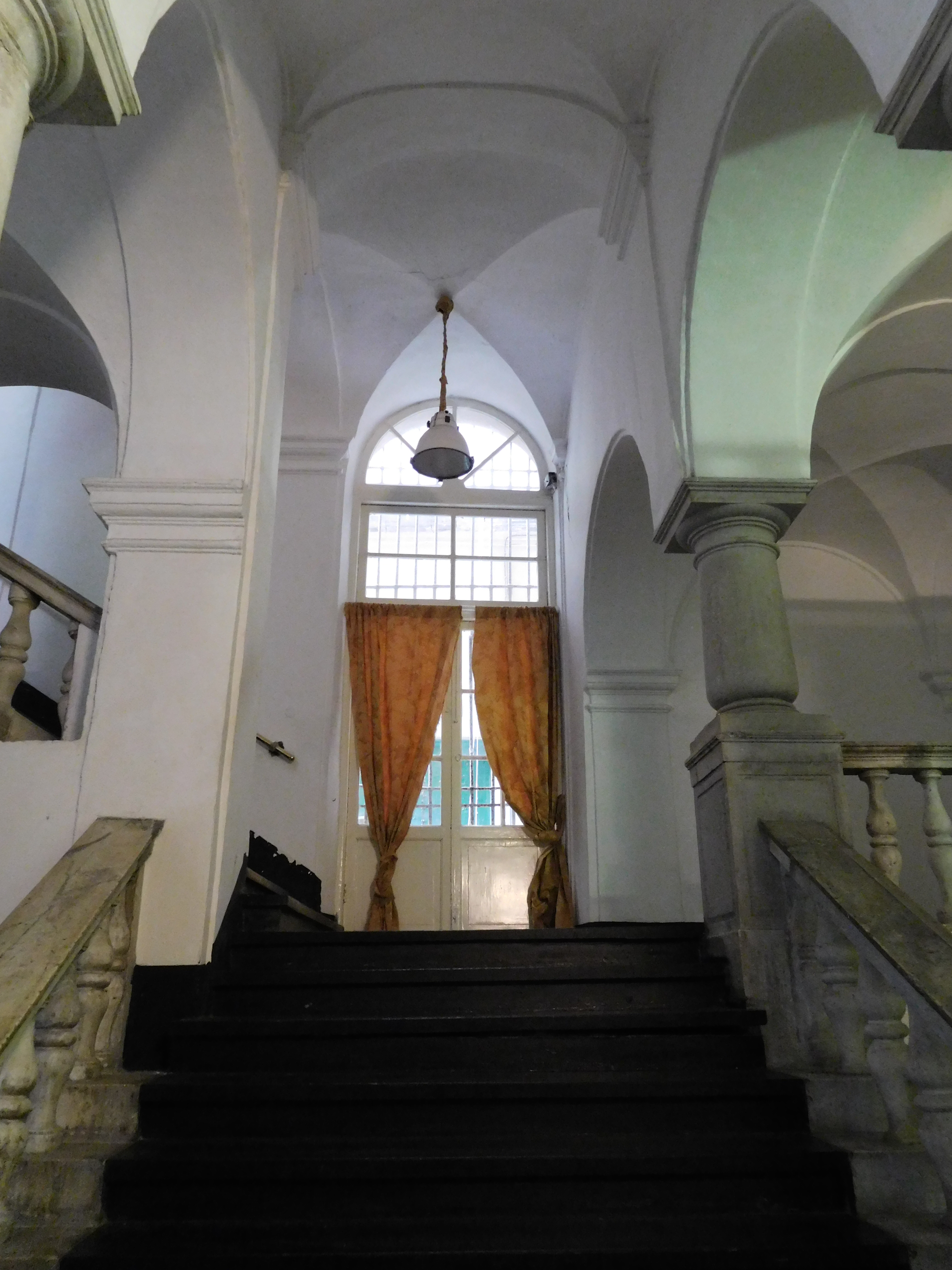
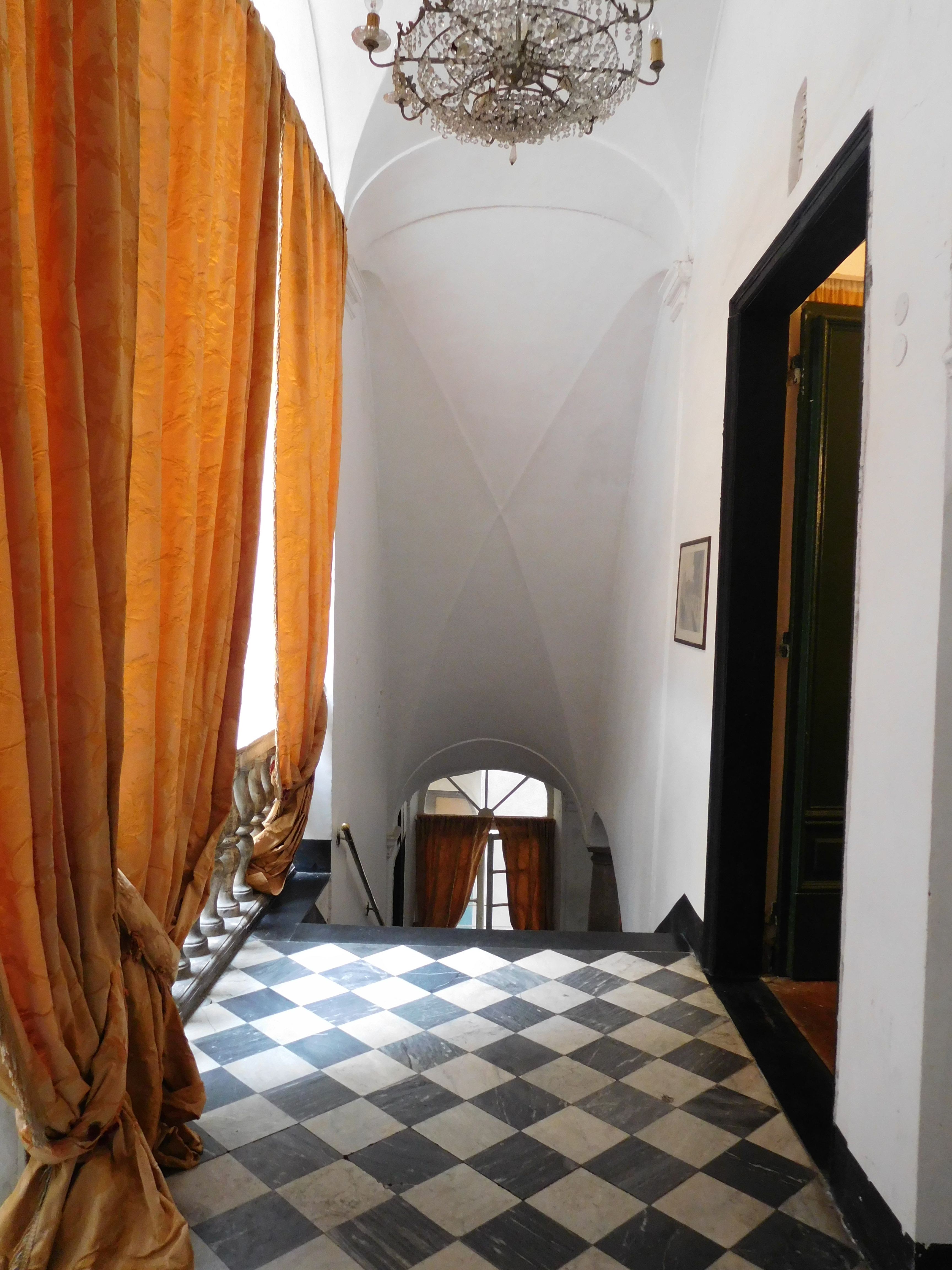
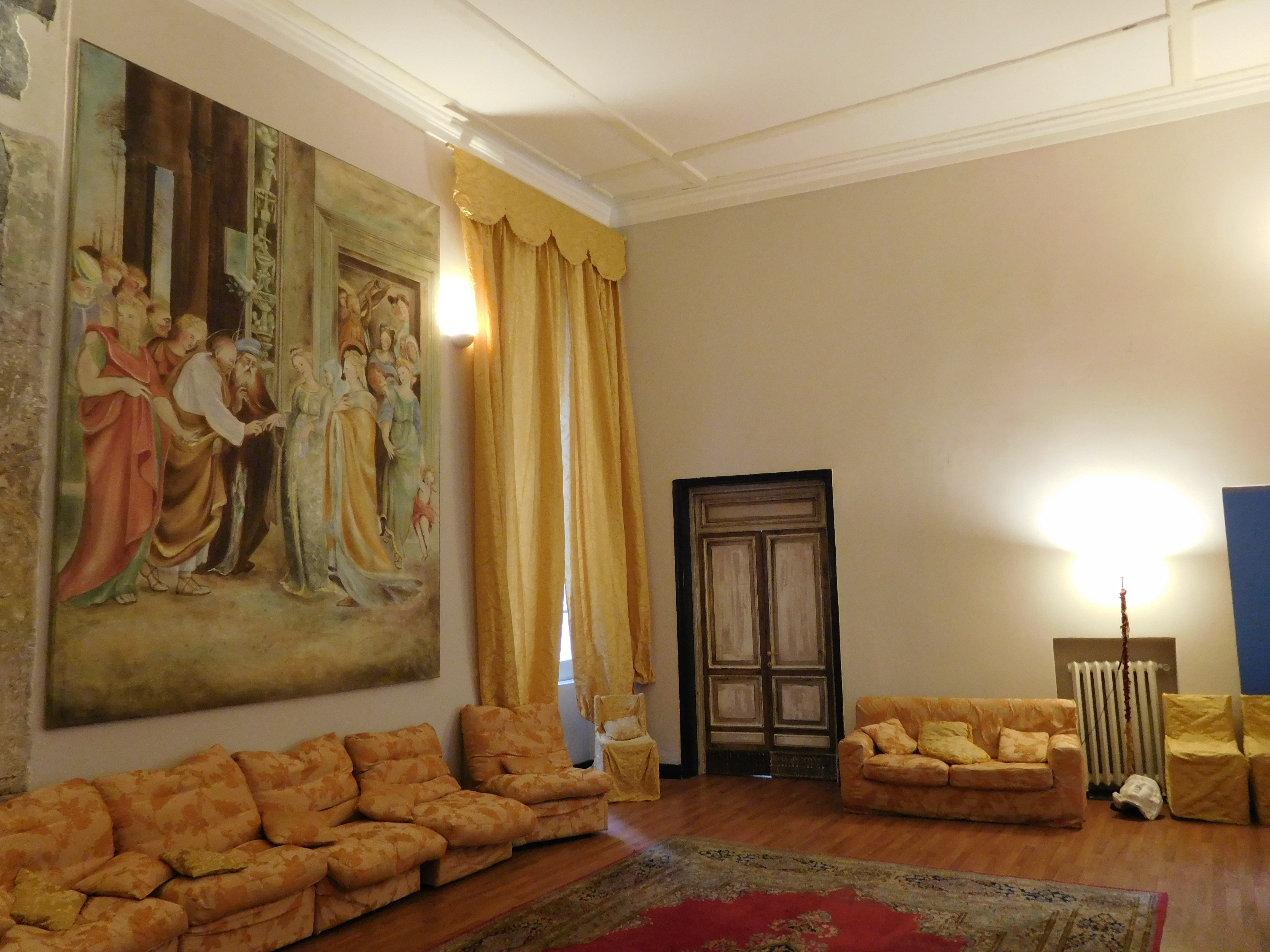
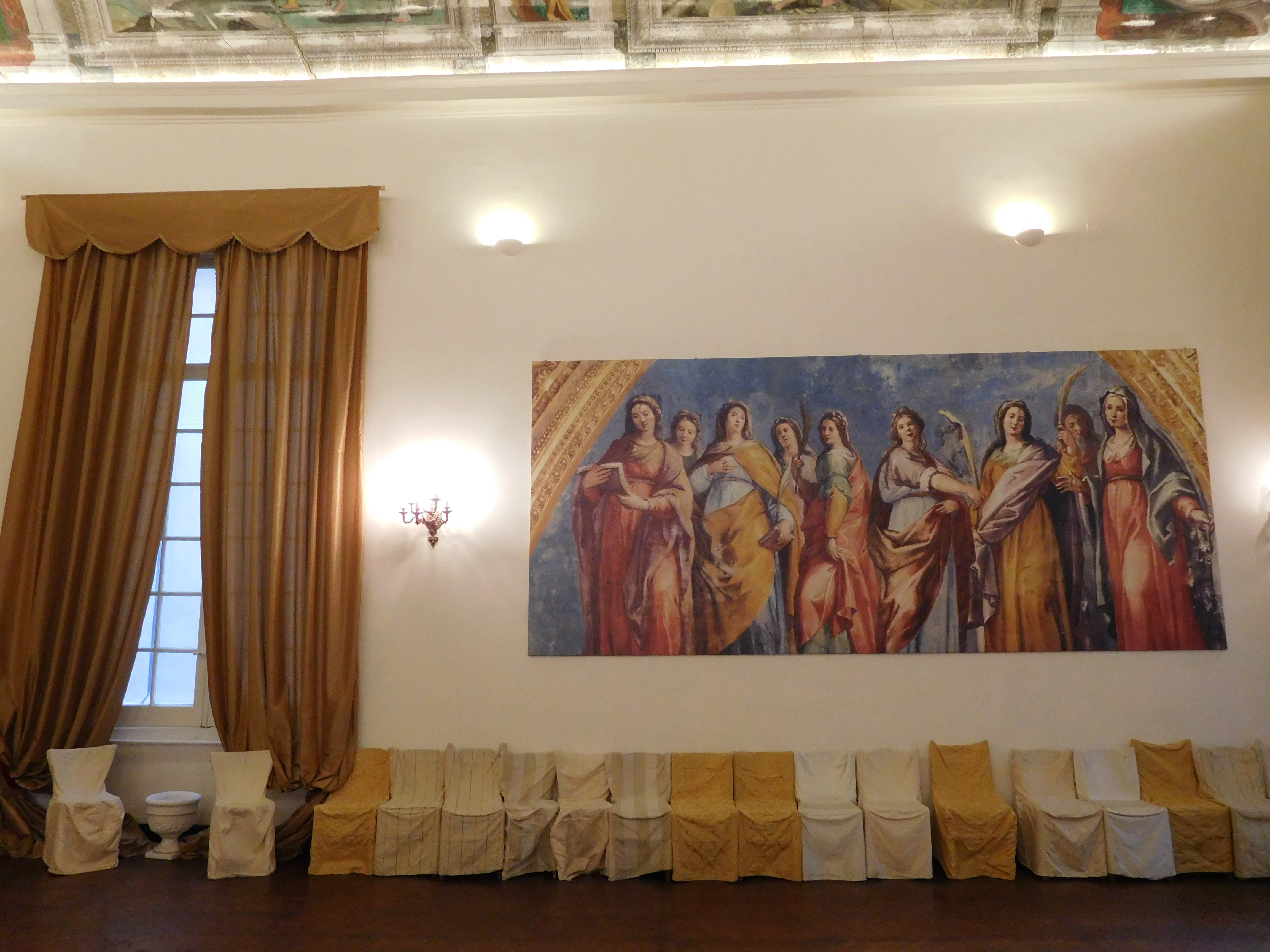
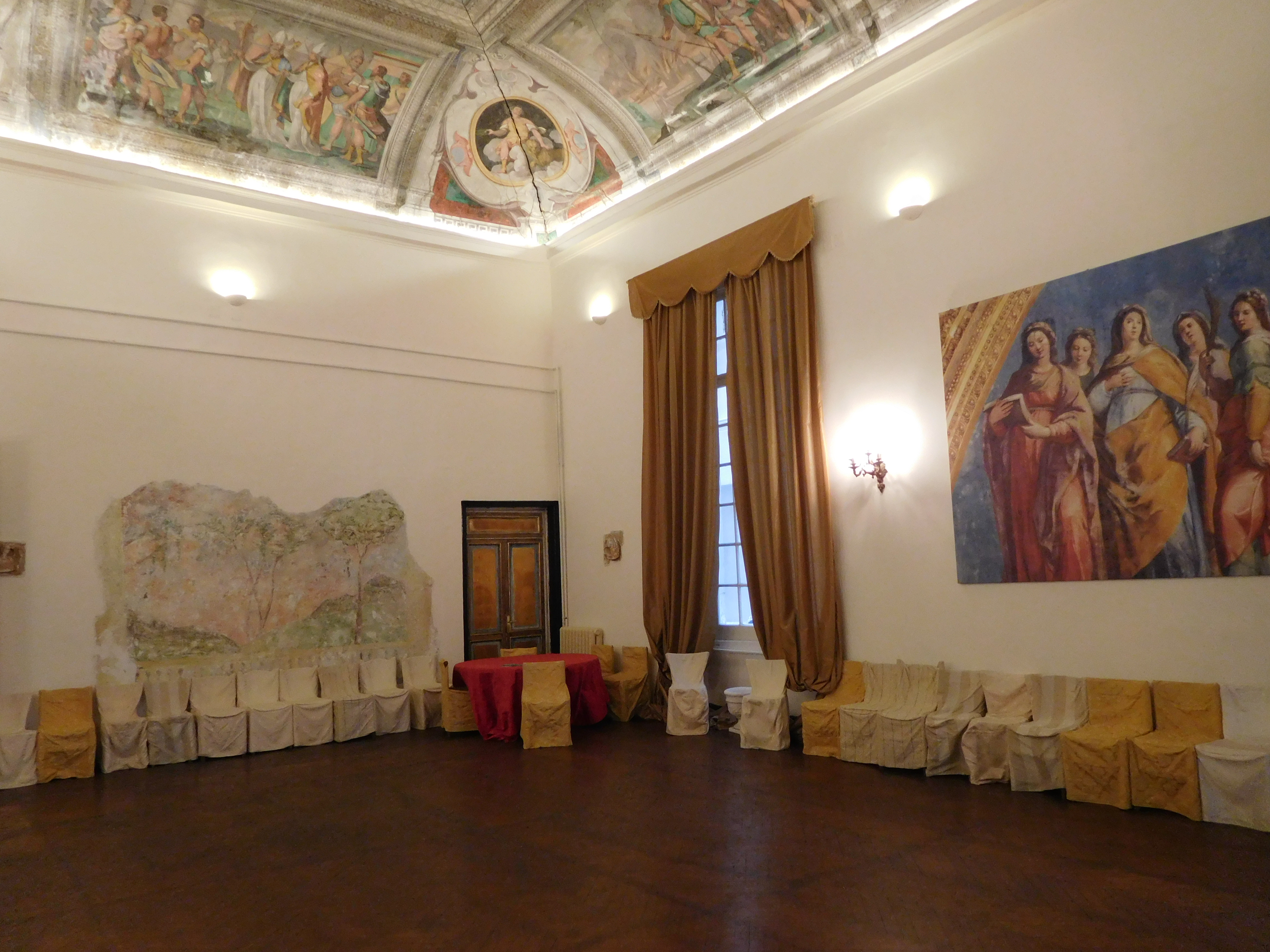
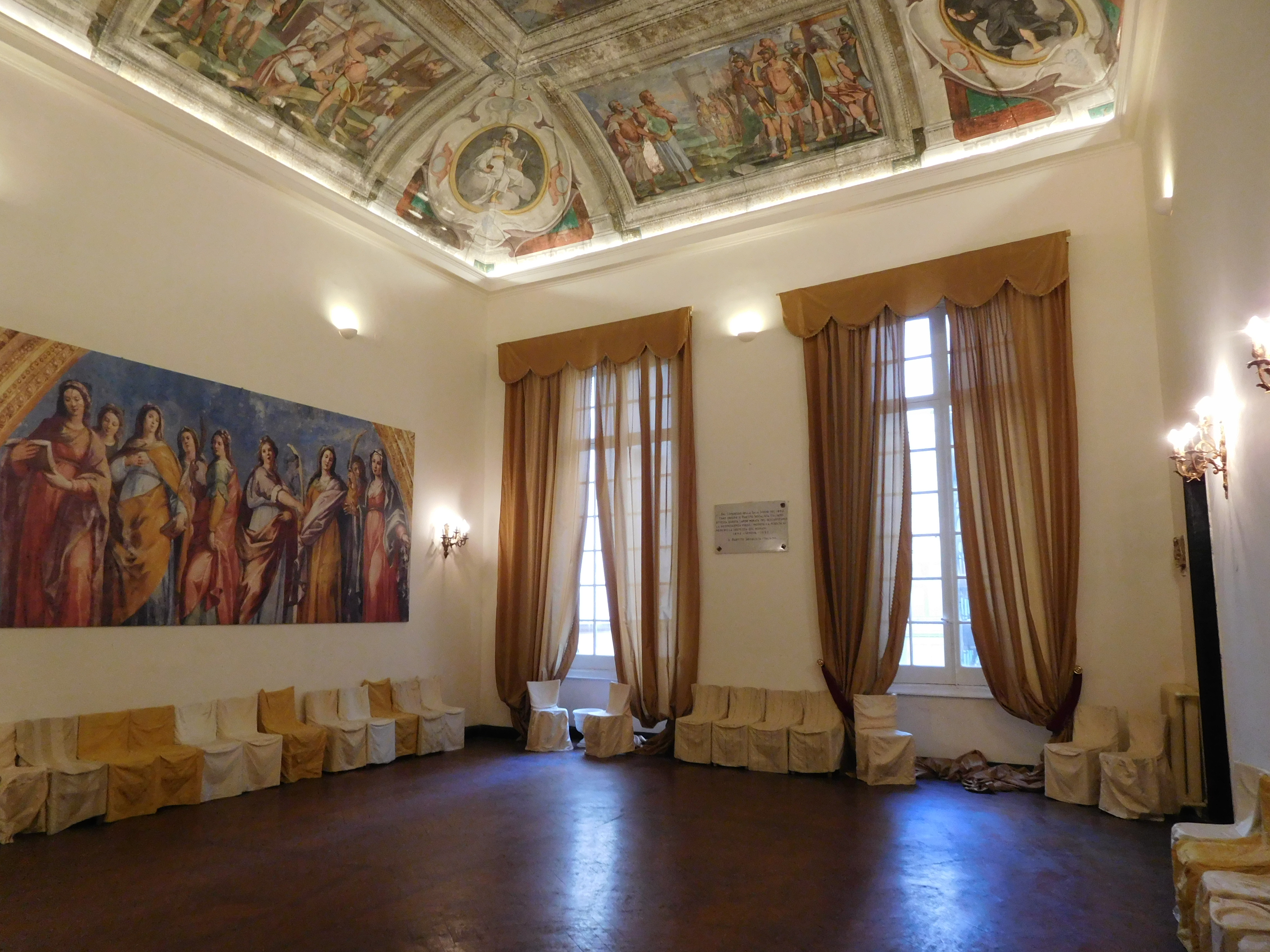
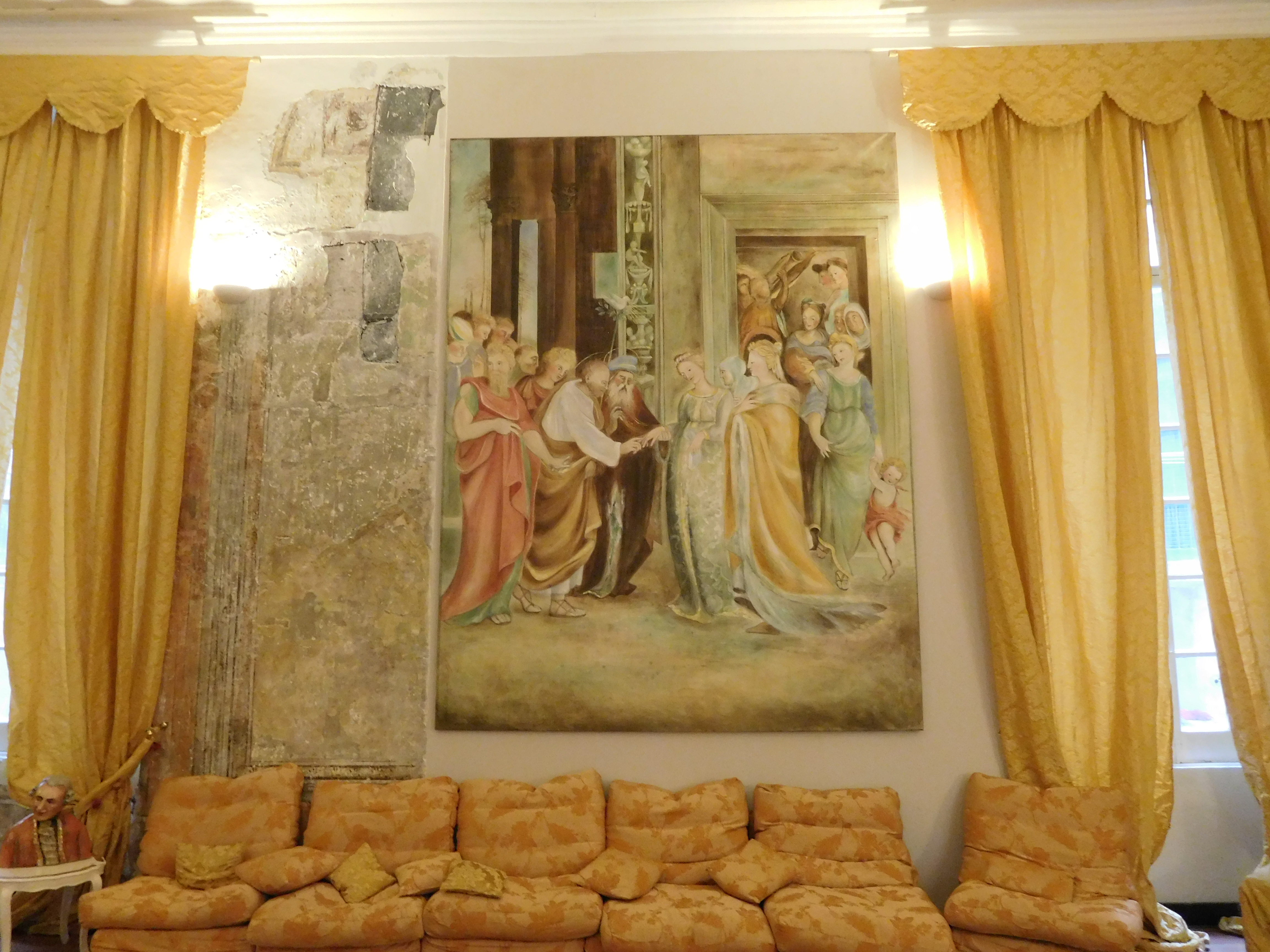
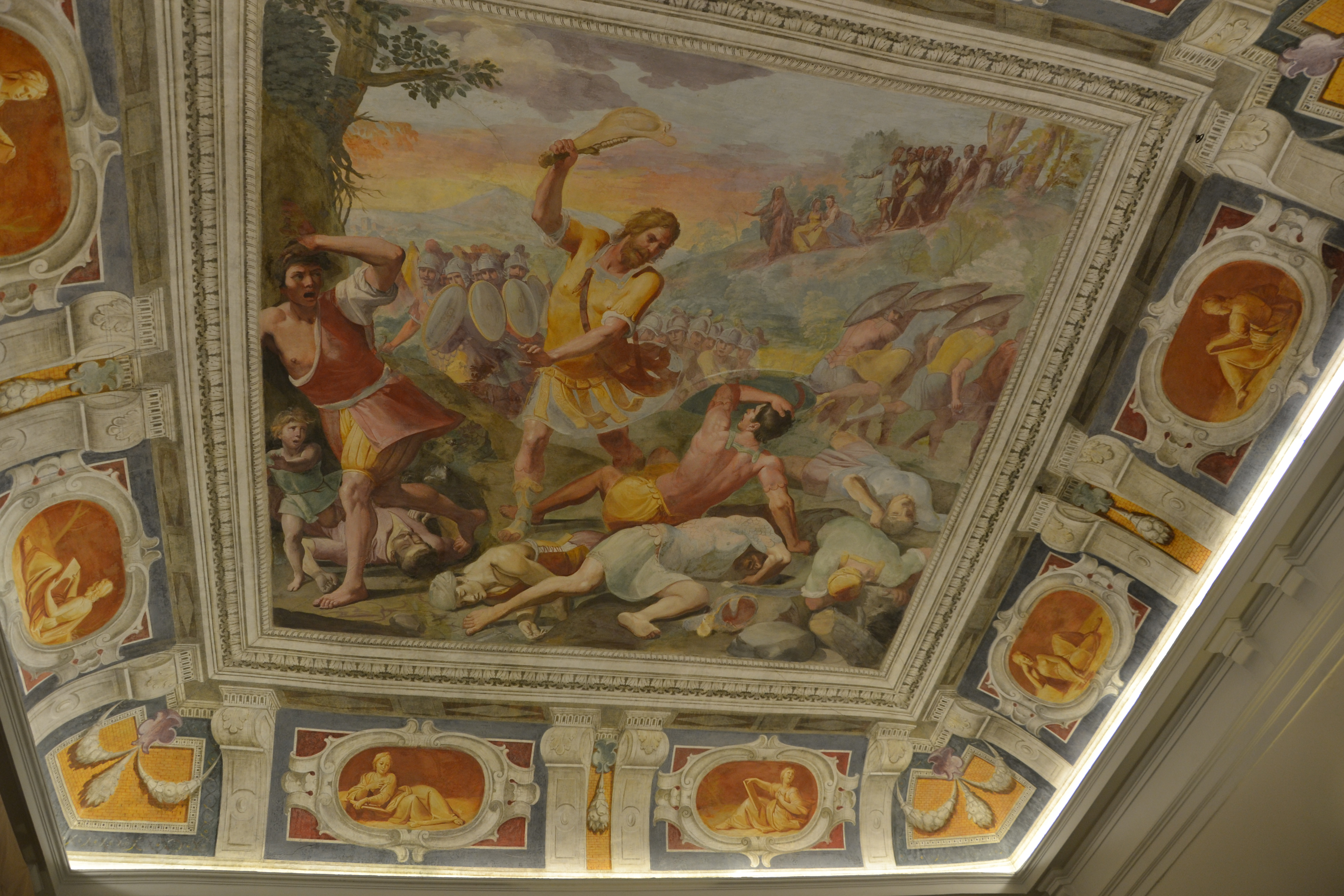
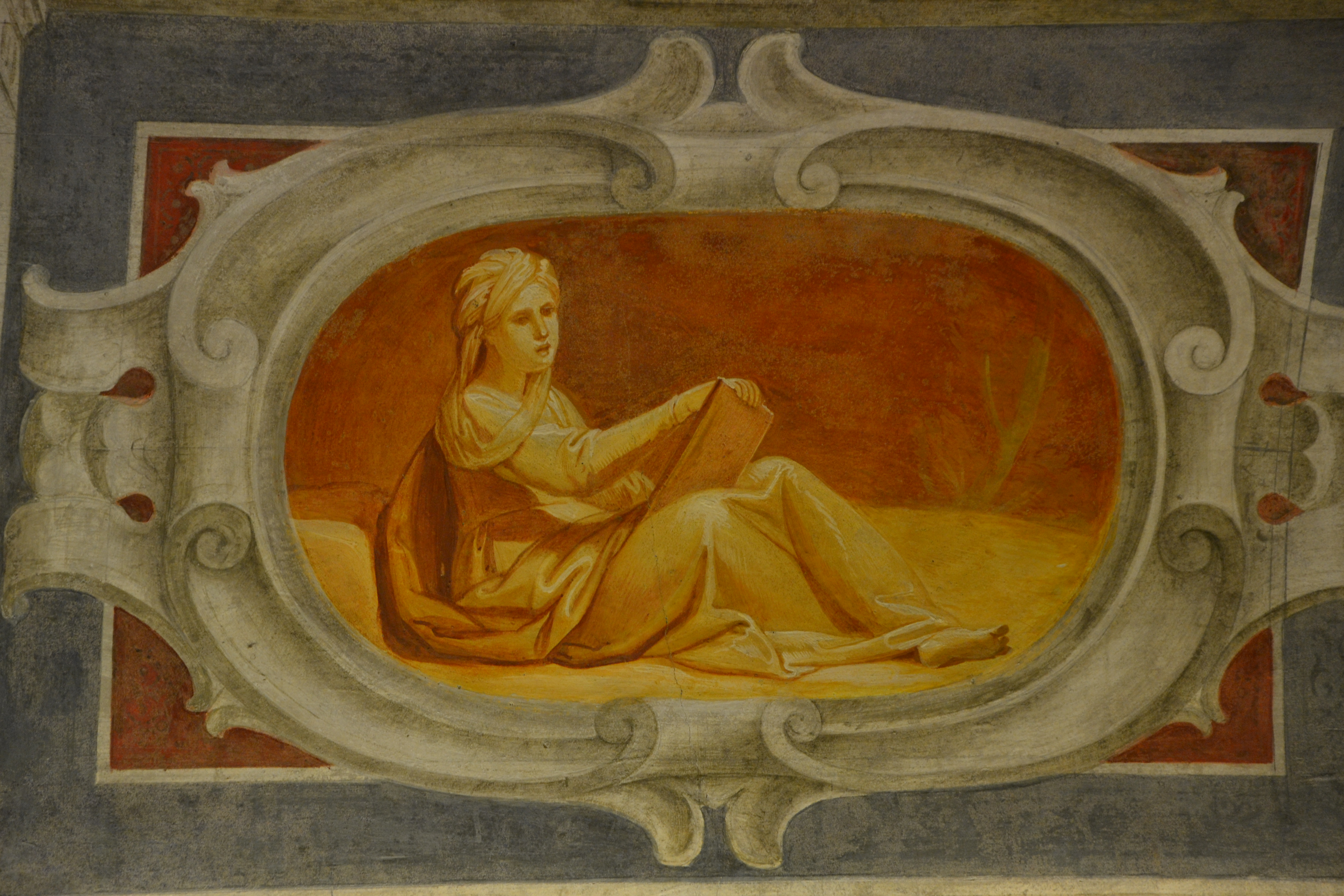
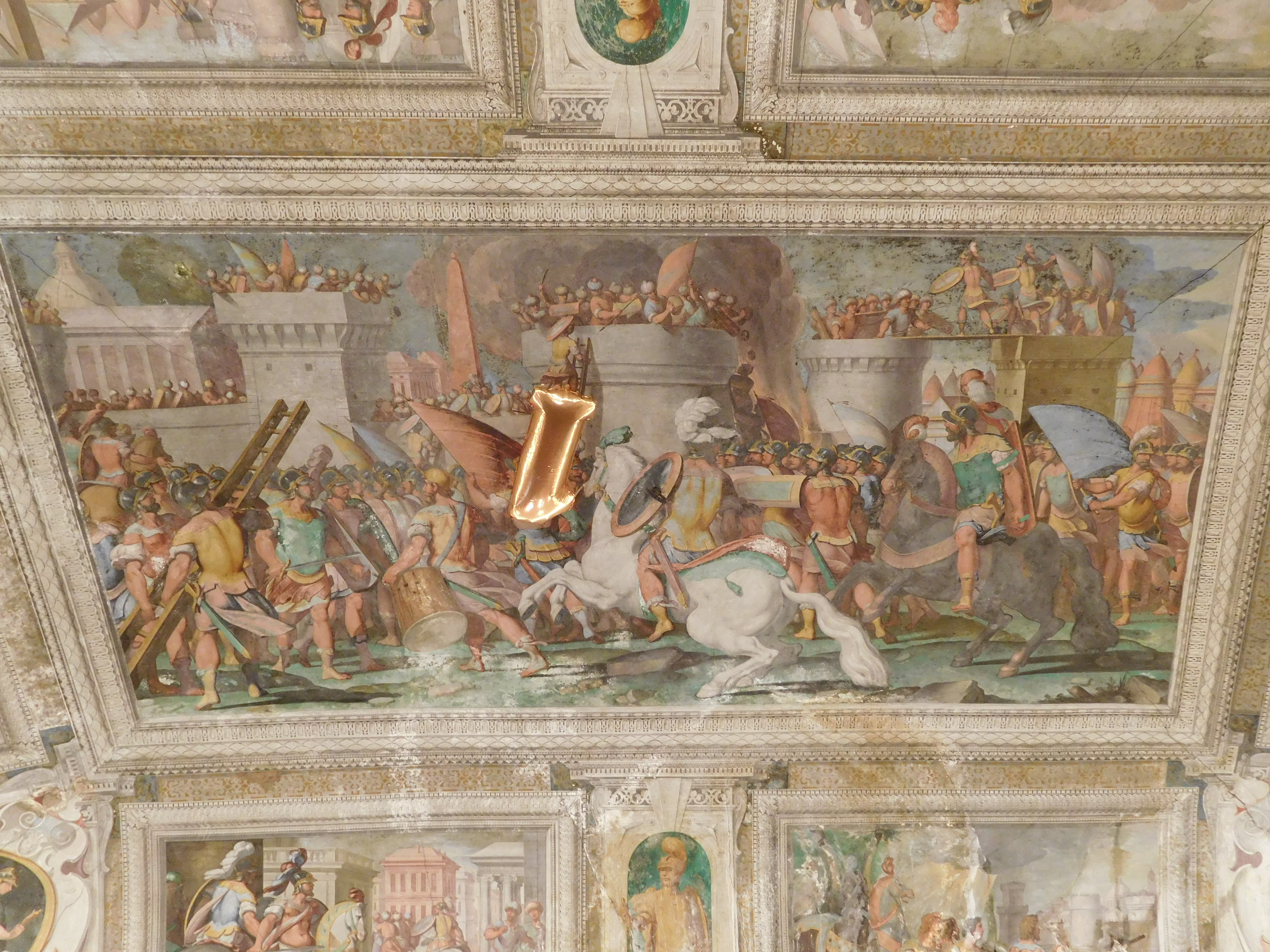